# 奧利希夫斯凱
47°44′14″N 36°31′58″E / 47.73722°N 36.53278°E
奧利希夫斯凱（烏克蘭語：Ольгівське）是位於烏克蘭東南部的村莊，由扎波羅熱州波洛希區的馬利尼夫卡市鎮負責管轄。該村面積0.02平方公里，海拔高度103米，2001年人口102，人口密度每平方公里4,636.4人。